# Partido (entidad subnacional)
Partido es una división territorial de nivel medio o menor.

## Historia
En el Imperio español, con las reformas borbónicas introducidas durante el siglo XVIII, los «partidos» o 
«distritos», también llamados «subdelegaciones», eran territorios regidos por un «subdelegado partidario». 
Los partidos equivalían a las antiguas provincias o corregimientos que habían estado al mando de un corregidor. La denominación de «partido» obedece a la división territorial. El nombre de «subdelegación» obedece a la jurisdicción del subdelegado.
El término se refería a regiones terrestres de los siglos XVIII y XIX que consistían en asentamientos maduros dispersos pero que aún no se habían incorporado formalmente como aldeas. Aunque similares al municipio actual, los partidos estaban bajo el control de un gobierno de pueblo o ciudad cuya sede estaba, en ocasiones, a un día de caminata o más de distancia.

## Argentina
En Argentina, la provincia de Buenos Aires es una excepción al resto del país, al estar dividida en partidos y no en municipios.

## Chile
Durante el siglo XVIII se crearon las provincias o intendencias, regidas por un gobernador intendente. Estas se dividían en partidos (regidos por subdelegados partidarios), y estos a su vez en distritos, a cargo de tenientes de subdelegado. Los partidos equivalen a las antiguas provincias, también llamados corregimientos, existentes antes de las reformas borbónicas.

## Puerto Rico

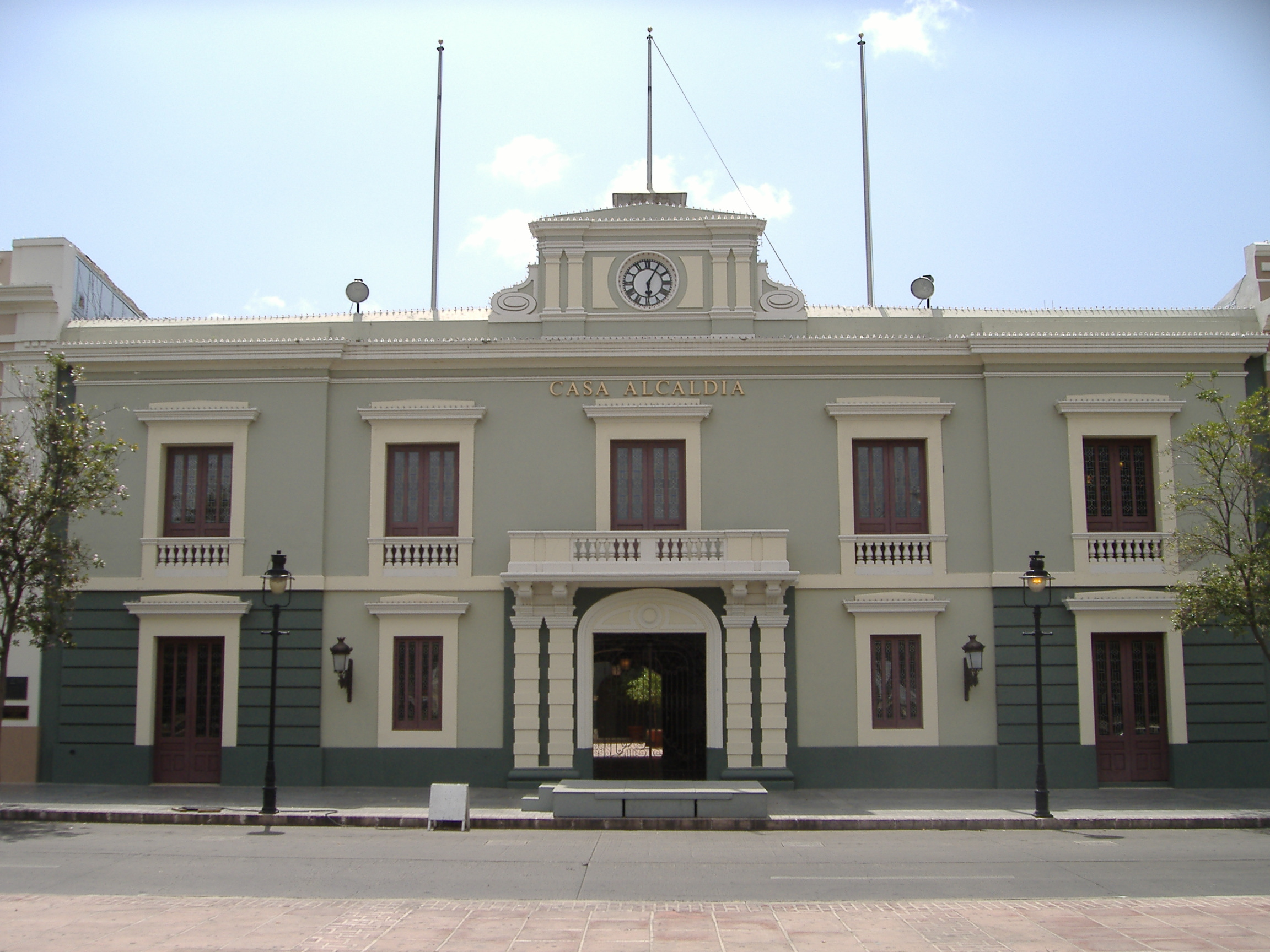
En Ponce, Puerto Rico, la creación del cabildo en 1692 marcó el fin del estatus de "partido" y el comienzo del municipio. El Ayuntamiento de Ponce actual (2019), arriba, se construyó más tarde, en 1846.

"Partido" era el término utilizado en la época colonial española para varias regiones escasamente pobladas de Puerto Rico, incluidas Aguada, Ponce, Arecibo y Coamo.
En el caso de Ponce, la región era un partido en 1670, cuando se construyó una capilla y los vecinos cercanos comenzaron a construir alrededor de ella, convirtiendo el asentamiento disperso en un caserío. Sin embargo, siguió dependiendo del cabildo de la Villa de San Germán para todos sus asuntos judiciales y administrativos. Posteriormente, una vez que el caserío hubo crecido, se le permitió construir su propio Cabildo y administrar sus propios asuntos independientemente de San Germán. La formación de su propio cabildo representó la fundación de una corporación municipal, momento en el cual ya no se le conocía como partido y se convirtió en municipio en adelante.